# Episodi di Gustavo (serie animata) (seconda stagione)
La seconda stagione della serie animata ungherese Gustavo (Gusztáv), realizzata originariamente per il cinema nel 1966, e composta da 22 episodi, è andata in onda in televisione dal 14 agosto 1966 al 30 novembre 1968 sulla Magyar Televízió.
Degli ultimi tre episodi non si conosce la data di trasmissione.
| nº      | Titolo originale              | Titolo tradotto                   | Prima TV Ungheria | Prima TV Italia |
| ------- | ----------------------------- | --------------------------------- | ----------------- | --------------- |
| 1 (25)  | Gusztáv fellázad              | Gustavo si ribella                | 14 agosto 1966    |                 |
| 2 (26)  | Gusztáv és a gyűrű            | Gustavo e l'anello                | 21 agosto 1966    |                 |
| 3 (27)  | Gusztáv nem vesz autót        | Gustavo non acquista l'automobile | 28 agosto 1966    |                 |
| 4 (28)  | Gusztáv a sötétben            | Gustavo rimane al buio            | 4 settembre 1966  |                 |
| 5 (29)  | Gusztáv, az igazi férfi       | Gustavo un uomo vero              | 23 ottobre 1966   |                 |
| 6 (30)  | Doktor Gusztáv                | Gustavo dottore                   | 30 ottobre 1966   |                 |
| 7 (31)  | Gusztáv és a főnök            | Gustavo e il capo ufficio         | 6 novembre 1966   |                 |
| 8 (32)  | Gusztáv résen                 | La gelosia di Gustavo             | 13 novembre 1966  |                 |
| 9 (33)  | Gusztáv, az oroszlánszelidítő | Gustavo scaccia i leoni           | 20 novembre 1966  |                 |
| 10 (34) | Gusztáv a menedékházban       | Il rifugio di Gustavo             | 4 dicembre 1966   |                 |
| 11 (35) | Gusztáv beleszól              | Gustavo cantante                  | 11 dicembre 1966  |                 |
| 12 (36) | Gusztáv módosít               | Gustavo cambia mestiere           | 18 dicembre 1966  |                 |
| 13 (37) | Gusztáv és az ügyeskedés      | Gustavo diventa boscaiolo         | 27 novembre 1966  |                 |
| 14 (38) | Gusztáv jobban tudja          | La saggezza di Gustavo            | 25 dicembre 1966  |                 |
| 15 (39) | Gusztáv praktikus             | Gustavo uomo pratico              | 6 luglio 1968     | 21 gennaio 1969 |
| 16 (40) | Gusztáv takarékos             | La frugalità di Gustavo           | 13 luglio 1968    |                 |
| 17 (41) | Gusztáv és a hálátlan varjú   | Gustavo e il corvo ingrato        | 18 agosto 1968    |                 |
| 18 (42) | Gusztáv, a pesszimista        | Gustavo il pessimista             | 23 novembre 1968  |                 |
| 19 (43) | Gusztáv és a vadászeb         | Gustavo cacciatore                | 30 novembre 1968  |                 |
| 20 (44) | Gusztáv babonás               | Gustavo è superstizioso           | sconosciuta       |                 |
| 21 (45) | Gusztáv és a szeretet ünnepe  | Gustavo festeggia l'amore         | sconosciuta       |                 |
| 22 (46) | Gusztáv és a világbajnokság   | Gustavo e la Coppa del Mondo      | sconosciuta       |                 |

## Gusztáv fellázad
- Titolo tradotto: Gustavo si ribella
- Prima televisiva ungherese: 14 agosto 1966
- Regia: Gyula Macskássy

### Trama
Gustavo ha un moto di ribellione per l'eccessivo uso degli elettrodomestici, ma scopre che le altre donne hanno una situazione simile.

## Gusztáv és a gyűrű
- Titolo tradotto: Gustavo e l'anello
- Prima televisiva ungherese: 21 agosto 1966
- Regia: József Nepp

### Trama
Gustavo offre alla sua amante un anello che ha trovato, ma la signora, quando scopre che è falso, lo lascia su un quadro di legno.

## Gusztáv nem vesz autót
- Titolo tradotto: Gustavo non acquista l'automobile
- Prima televisiva ungherese: 28 agosto 1966
- Regia: Attila Dargay

### Trama
Gustavo, a causa dei numerosi incidenti stradali, invece di un'automobile prende un cavallo. Quando l'animale scorge una bella cavalla, Gustavo al posto suo trova soltanto un avviso matrimoniale.

## Gusztáv a sötétben
- Titolo tradotto: Gustavo rimane al buio
- Prima televisiva ungherese: 4 settembre 1966
- Regia: József Nepp

### Trama
Gustavo si fa beffe di paure e superstizioni dell'uomo medievale, ma quando c'è un'improvvisa interruzione di corrente, disperato, si mette alla ricerca della causa.

## Gusztáv, az igazi férfi
- Titolo tradotto: Gustavo un uomo vero
- Prima televisiva ungherese: 23 ottobre 1966
- Regia: József Nepp

### Trama
Gustavo deve curare il mal di denti e, quando scopre che la dentista è giovane e carina, cerca di corteggiarla. Lei rifiuta con fermezza le sue avances.

## Doktor Gusztáv
- Titolo tradotto: Gustavo dottore
- Prima televisiva ungherese: 30 ottobre 1966
- Regia: József Nepp

### Trama
Gustavo non riesce ad addormentarsi per via della tosse. Poiché non crede nei medici, si somministra un farmaco prima di ammalarsi davvero.

## Gusztáv és a főnök
- Titolo tradotto: Gustavo e il capo ufficio
- Prima televisiva ungherese: 6 novembre 1966
- Regia: Miklós Temesi

### Trama
Gustavo invece di lavorare, diventa un lecchino cercando di capire quello che piace al suo capo ufficio per compiacerlo e ottenere un aumento di stipendio.

## Gusztáv résen
- Titolo tradotto: La gelosia di Gustavo
- Prima televisiva ungherese: 13 novembre 1966
- Regia: Marcell Jankovics

### Trama
Gustavo diventa geloso e la moglie cerca di scoprire cosa passa per la testa del consorte.

## Gusztáv, az oroszlánszelidítő
- Titolo tradotto: Gustavo scaccia i leoni
- Prima televisiva ungherese: 20 novembre 1966
- Regia: Lajos Remenyik

### Trama
Gustavo si prende cura del bambino del suo vicino di casa e, mentre beve il gin, crede che i pianti del bambino siano il ruggito di un leone.

## Gusztáv a menedékházban
- Titolo tradotto: Il rifugio di Gustavo
- Prima televisiva ungherese: 4 dicembre 1966
- Regia: József Nepp

### Trama
Gustavo trova un rifugio al riparo dalla bufera di neve, ma fa fatica a integrarsi con l'altro tormentato.

## Gusztáv beleszól
- Titolo tradotto: Gustavo cantante
- Prima televisiva ungherese: 11 dicembre 1966
- Regia: Marcell Jankovics

### Trama
Gustavo, alle prese con un cantante stonato, afferra ogni strumento per insegnargli a cantare correttamente.

## Gusztáv módosít
- Titolo tradotto: Gustavo cambia mestiere
- Prima televisiva ungherese: 18 dicembre 1966
- Regia: Attila Dargay

### Trama
Gustavo diventa progettista di aerei, ma apprende a proprie spese che non vale la pena dire tutta la verità al capo ufficio.

## Gusztáv és az ügyeskedés
- Titolo tradotto: Gustavo diventa boscaiolo
- Prima televisiva ungherese: 27 novembre 1966
- Regia:  József Nepp

### Trama
Gustavo per il suo eccessivo zelo, viene licenziato da diversi incarichi. Diventa un boscaiolo, ma quando esce dalla foresta, un suo collega sega il tronco d'albero posto sotto di lui.

## Gusztáv jobban tudja
- Titolo tradotto: La saggezza di Gustavo
- Prima televisiva ungherese: 25 dicembre 1966
- Regia: József Nepp

### Trama
Gustavo durante le prove del complesso musicale, suona sempre una brutta melodia. Alla fine, si scopre che ha una partitura completamente diversa.

## Gusztáv praktikus
- Titolo tradotto: Gustavo uomo pratico
- Prima televisiva ungherese: 6 luglio 1968
- Regia: Lajos Remenyik

### Trama
Gustavo propone innovazioni fantasiose, producendo piccole monete con la stampa di fabbrica. Finisce in galera, ma anche lì non gli mancano altre nuove idee.

## Gusztáv takarékos
- Titolo tradotto: La frugalità di Gustavo
- Prima televisiva ungherese: 13 luglio 1968
- Regia: Miklós Temesi

### Trama
Gustavo, che è stato collezionista di locomotive per tutta la vita, smette con il suo hobby.

## Gusztáv és a hálátlan varjú
- Titolo tradotto: Gustavo e il corvo ingrato
- Prima televisiva ungherese: 18 agosto 1968
- Regia: Attila Dargay

### Trama
Gustavo salva un corvo dal congelamento e si aspetta un bellissimo canto degli uccelli, ma quando vede che fallisce, riporta con rabbia l'animale dove è stato trovato.

## Gusztáv, a pesszimista
- Titolo tradotto: Gustavo il pessimista
- Prima televisiva ungherese: 23 novembre 1968
- Regia: József Nepp

### Trama
Gustavo, a causa dei guai in cui si caccia, diventa pessimista. Per distoglierlo dai suoi pensieri, viene rispedito a lavorare.

## Gusztáv és a vadászeb
- Titolo tradotto: Gustavo cacciatore
- Prima televisiva ungherese: 30 novembre 1968
- Regia: Attila Dargay

### Trama
Sebbene il cane di Gustavo non riesca a cacciare, il fedele animale salva il suo proprietario dal pericolo di una valanga.

## Gusztáv babonás
- Titolo tradotto: Gustavo è superstizioso
- Prima televisiva ungherese: sconosciuta
- Regia: Attila Dargay

### Trama
Gustavo fa il giro del mondo perché un gatto nero si trova sulla sua strada.

## Gusztáv és a szeretet ünnepe
- Titolo tradotto: Gustavo festeggia l'amore
- Prima televisiva ungherese: sconosciuta
- Regia: Marcell Jankovics

### Trama
Gustavo e sua moglie, che litigano per tutto l'anno, durante le vacanze di Natale si prendono una tregua.

## Gusztáv és a világbajnokság
- Titolo tradotto: Gustavo e la Coppa del Mondo
- Prima televisiva ungherese: sconosciuta
- Regia: Marcell Jankovics

### Trama
Gustavo sta guardando una partita della Coppa del Mondo di calcio e si accorge che i ladri gli stanno svaligiando la casa solo quando costui vuole rubare il televisore.